# Наумов, Николай Александрович (Герой Советского Союза)
Никола́й Алекса́ндрович Нау́мов (26 ноября 1909, Орлов, Вятская губерния — 4 августа 1993, Москва) — советский лётчик-ас истребительной авиации ВМФ СССР и военный деятель, участник Великой Отечественной войны. Заместитель командующего авиацией Военно-морского флота (1966—1970), Герой Советского Союза (14.06.1942). Генерал-лейтенант авиации (18.02.1958). 

## Биография
Родился 26 ноября (13 ноября — по старому стилю) 1909 года в уездном городе Орлов Вятской губернии Российской империи (ныне райцентр в Кировской области Российской Федерации) в семье служащего. Русский. Образование 9 классов.
В ряды Рабоче-крестьянской Красной Армии был призван 1 сентября 1927 года и направлен в Ленинградскую военно-теоретическую школу лётчиков, которую окончил в июне 1928 года. С июня 1928 года по декабрь 1929 года проходил обучение в 3-й Оренбургской военной школе лётчиков и лётнабов. По окончании училища младший лётчик Наумов был направлен в Липецк. Служил в 38-й отдельной авиационной эскадрилье, пройдя путь от младшего лётчика до командира звена. В марте 1932 года переведен в 10-й отдельный авиаотряд. В октябре 1932 года был направлен в Ейское военно-морское авиационное училище имени И. В. Сталина для обучения начинающих пилотов. Стал командиром отряда, затем командиром авиаэскадрильи. В январе 1939 года назначен исполняющим обязанности начальника курсов командиров звеньев при ВМАУ имени И. В. Сталина. В этой должности служил до января 1941 года, когда в должности старшего инспектора-лётчика был направлен в ВВС Черноморского флота. Здесь он возглавил лётную инспекцию, занимался перевооружением 62-й истребительной авиабригады и переподготовкой её лётного состава.
В боях с немецко-фашистскими захватчиками майор Наумов участвовал с июня 1941 года. Воевал на самолёте Як-1. Защищал небо Крыма и Черноморского побережья Кавказа. Одним из первых освоил полёты авиации военно-морских сил в любых метеоусловиях, в том числе ночью. Воевал ведомым командующего ВВС Черноморского флота генерал-майора Н. А. Острякова. Наумов вступал в бой с врагом, не считаясь с его численным превосходством. Так в период обороны Севастополя в паре с другим лётчиком вступил в бой с 6 немецкими истребителями над аэродромом Херсонесский Маяк. В ожесточённой воздушной дуэли пара самолетов Як сбила немецкий Ме-109, заставив остальные отступить. 6 апреля 1942 года подполковник Наумов вылетел на сопровождение группы пикирующих бомбардировщиков Пе-2. В районе посёлка Саки советские самолёты были атакованы немецкими истребителями. В завязавшемся воздушном бою Наумов сбил Messerschmitt Bf.109 известного немецкого лётчика-аса обер-фельдфебеля Рудольфа Шмидта. В ночь на 1 мая 1942 года Наумов перехватил и уничтожил немецкий бомбардировщик Ю-88, следовавший на бомбардировку Новороссийского порта, за что наркомом ВМФ Н. Г. Кузнецовым был награждён золотыми часами. К июню 1942 года подполковник Наумов совершил 240 боевых вылетов, сбил 6 самолётов противника. Как инспектор-лётчик первым осваивал новую боевую технику и затем обучал работе на ней лётный состав ВВС Черноморского флота. К лету 1942 года в условиях фронта подготовил и ввёл в строй более 200 лётчиков. 
Указом Президиума Верховного Совета СССР «О присвоении звания Героя Советского Союза начальствующему составу Военно-морского флота» от 14 июня 1942 года за «образцовое выполнение боевых заданий командования на фронте борьбы с немецкими захватчиками и проявленные при этом отвагу и геройство» был удостоен звания Героя Советского Союза с вручением ордена Ленина и медали «Золотая Звезда».
Вскоре Наумову было присвоено и очередное воинское звание полковник.
С июня 1942 года участвовал в Битве за Кавказ, совершая боевые вылеты в ходе Новороссийской и Туапсинской оборонительных операций. С 30 января 1943 года воевал в должности помощника командующего ВВС Черноморского Флота по лётной подготовке и воздушному бою. В период с июня 1942 года по август 1943 года совершил 75 успешных боевых вылета на прикрытие военно-морских баз Черноморского флота, разведку и сопровождение своих штурмовиков и бомбардировщиков в районы Новороссийска, Тамани и Керчи. В воздушных боях за это время сбил один самолёт противника лично и ещё 3 в составе группы.
Всего за годы своего участия в боях Н. А. Наумов выполнил 250 боевых вылетов, сбил 6 самолётов лично и 4 в группе.
В августе 1943 года был направлен на Высшие академические курсы при Военно-морской академии имени К. Е. Ворошилова и по их окончании в октябре 1943 года был назначен начальником Военно-морского авиационного училища имени И. В. Сталина. Обладая глубокими знаниями и большим опытом, полковник Наумов быстро превратил училище в ведущее высшее учебное заведение военно-морского флота. Лично внёс изменения в программу подготовки лётчиков с учётом своего боевого опыта и требования фронта, добился снижения аварийности во время учебных полётов. Только за 1944 год училище под его руководством дало для фронта 856 хорошо подготовленных военных лётчиков.

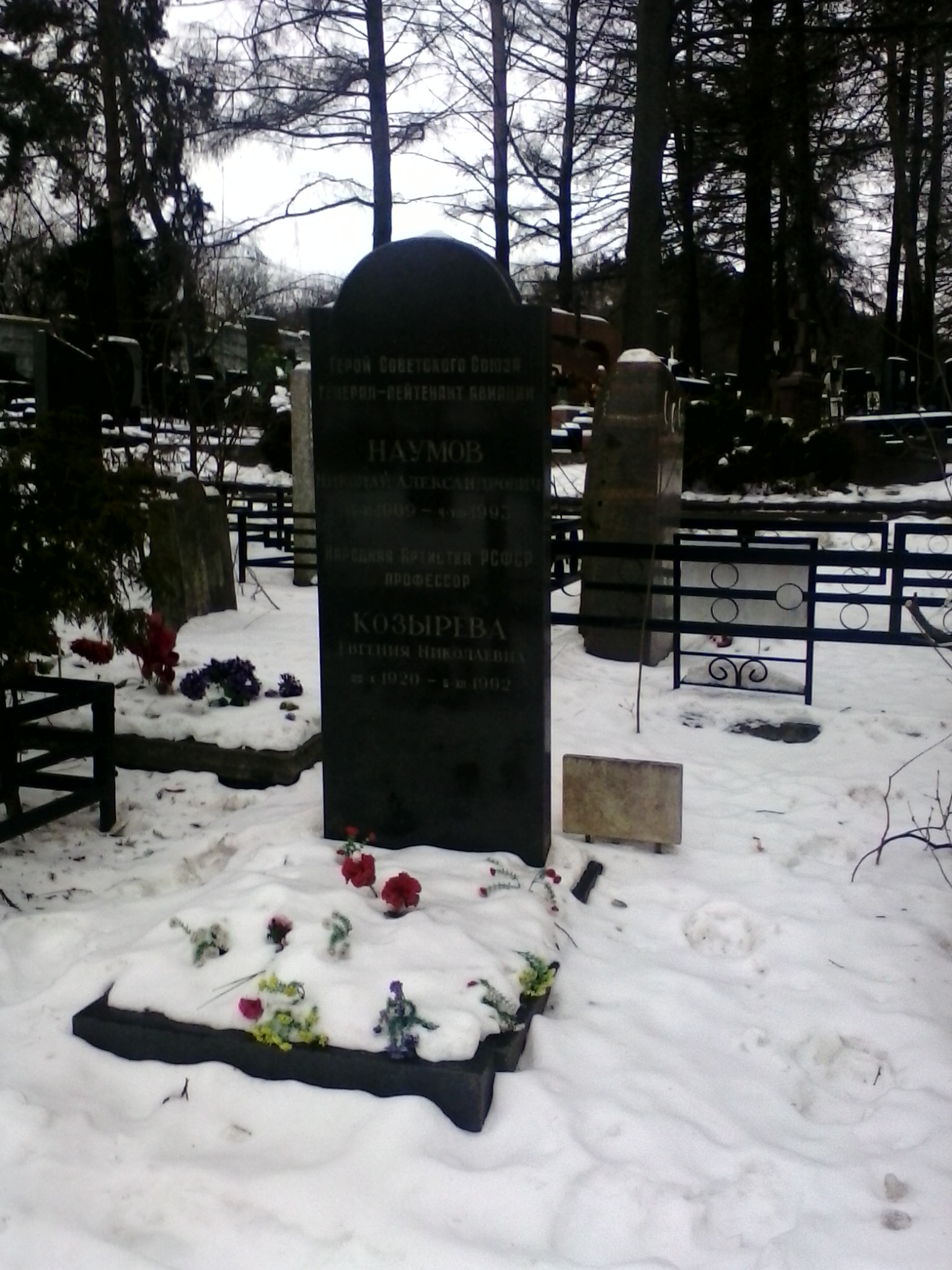
Могила Н. А. Наумова и Е. Н. Козыревой на Троекуровском кладбище Москвы.

25 сентября 1944 года Наумову было присвоено звание генерал-майор авиации. В связи с этим с октября 1944 года по май 1945 года он вновь проходил переподготовку на Высших академических курсах при Военно-морской академии, после чего вернулся на должность начальника Ейского ВМАУ и оставался на этом посту до марта 1947 года. Затем был переведен на Дальний Восток, где до апреля 1949 года служил командующим ВВС 7-го флота Военно-морских сил СССР. С апреля 1949 года по февраль 1950 года — заместитель командующего ВВС Черноморского флота. Затем проходил обучение в Высшей военной академии имени К. Е. Ворошилова на авиационном факультете. С октября 1951 по апрель 1953 года заместитель, с апреля 1953 по май 1953 года помощник командующего авиацией ВМС по летной подготовке, с мая 1953 по июнь 1956 года — помощник командующего авиацией ВМФ, с июня 1956 по сентябрь 1958 года — заместитель командующего авиацией ВМФ по боевой подготовке, с сентября 1958 по октябрь 1960 года — начальник боевой подготовки авиации ВМФ, заместитель командующего авиацией ВМФ по боевой подготовке. 18 февраля 1958 года Наумову было присвоено воинское звание генерал-лейтенант авиации. В октябре 1960 года был назначен Генерал-инспектором авиации Военно-морского флота инспекции Военно-воздушных сил Главной инспекции Министерства Обороны СССР. На этом посту он находился до декабря 1966 года, когда был назначен заместителем командующего авиацией Военно-морского флота.
В декабре 1970 года был уволен в запас. В 1972—1973 годах работал ведущим инженером-консультантом Невского проектно-конструкторского бюро в Ленинграде. Затем жил в Москве. 4 августа 1993 года скончался. Похоронен на Троекуровском кладбище столицы.

### Семья
- Жена — Козырева Евгения Николаевна (1920—1992), советская актриса театра и кино, народная артистка РСФСР (1966).

## Награды
- Медаль «Золотая Звезда» (14.06.1942).
- Два ордена Ленина (14.06.1942; 26.02.1953).
- Четыре ордена Красного Знамени (08.12.1941; 07.10.1943; 06.11.1947; 22.02.1968).
- Два ордена Отечественной войны 1-й степени (06.03.1945; 11.03.1985).
- Два ордена Красной Звезды (03.11.1944; 22.02.1955).
- Медали, в том числе:
  - медаль «За оборону Севастополя» (22.12.1942).
  - Медаль «За оборону Одессы».
  - Медаль «За оборону Кавказа».
- Золотые часы (1942).
- Именное оружие (1959).

## Память
- Бюст Героя Советского Союза Н. А. Наумова установлен в посёлке Кача города Севастополя.
- Имя Героя Советского Союза Н. А. Наумова увековечено у монумента Славы в Севастополе.
- Имя Героя Советского Союза Н. А. Наумова увековечено на мемориальной доске в парке Дворца Пионеров города Кирова Российской Федерации.

## Документы
- Общедоступный электронный банк документов «Подвиг Народа в Великой Отечественной войне 1941—1945 гг.» Дата обращения: 2 июня 2013. Архивировано из оригинала 13 марта 2012 года.

Герой Советского Союза. Дата обращения: 2 июня 2013. Архивировано 2 июня 2013 года.
Герой Советского Союза. Дата обращения: 2 июня 2013. Архивировано 2 июня 2013 года.
Орден Красного Знамени (1943). Дата обращения: 2 июня 2013. Архивировано 2 июня 2013 года.
Орден Красного Знамени (1943). Дата обращения: 2 июня 2013. Архивировано 2 июня 2013 года.
Орден Отечественной войны (1945). Дата обращения: 2 июня 2013. Архивировано 2 июня 2013 года.
Орден Отечественной войны (1985). Дата обращения: 2 июня 2013. Архивировано 2 июня 2013 года.
Орден Красной Звезды (1944). Дата обращения: 2 июня 2013. Архивировано 2 июня 2013 года.